# Air India Flight 171
Air India Flight 171 var ett Air India-flyg som trafikerade sträckan Ahmedabad–London. Den 12 juni 2025 havererade planet strax efter avgång från Sardar Vallabhbhai Patel-flygplatsen. Vad som orsakade olyckan är ännu inte känt. Olyckan var den första dödliga olyckan med flygplanstypen Boeing 787 Dreamliner och Air Indias värsta sedan Air India Flight 182 år 1985 samt den värsta på indisk mark sedan kollisionen ovanför Charkhi Dādri 1996.
Över 290 människor dog i olyckan, varav minst 39 på marken. En man med brittiskt pass, Vishwash Kumar Ramesh som satt ombord på planet, överlevde. Flygplanet flögs av kapten Sumeet Sabharwal, en linjeträningskapten med 8 200 flygtimmar. Andrepilot Clive Kundar, hade 1 100 flygtimmar.

## Galleri
- Video från en av flygplatsens övervakningskameror som visar kraschen.

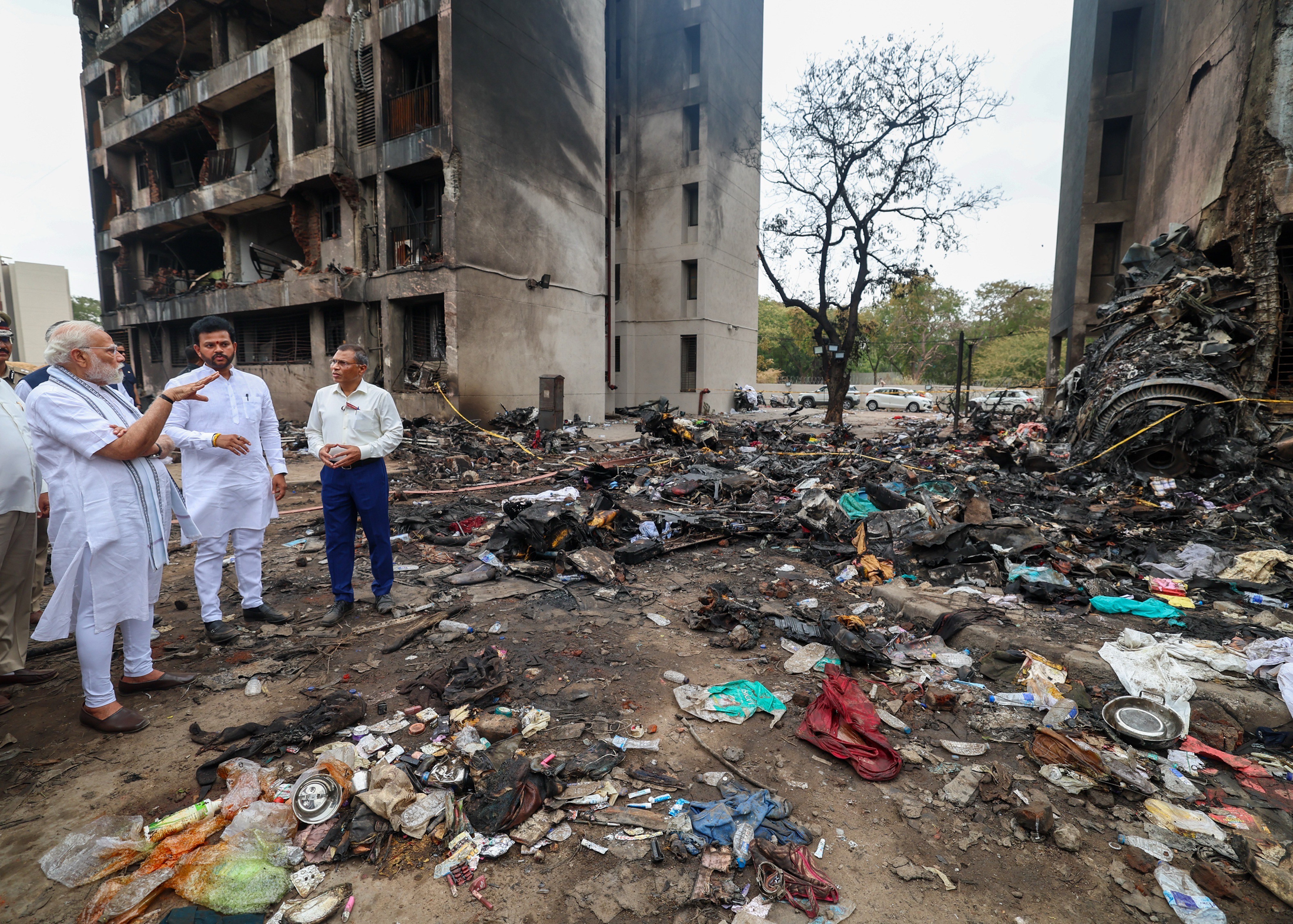
Indiens premiärminister Narendra Modi besöker olycksplatsen.
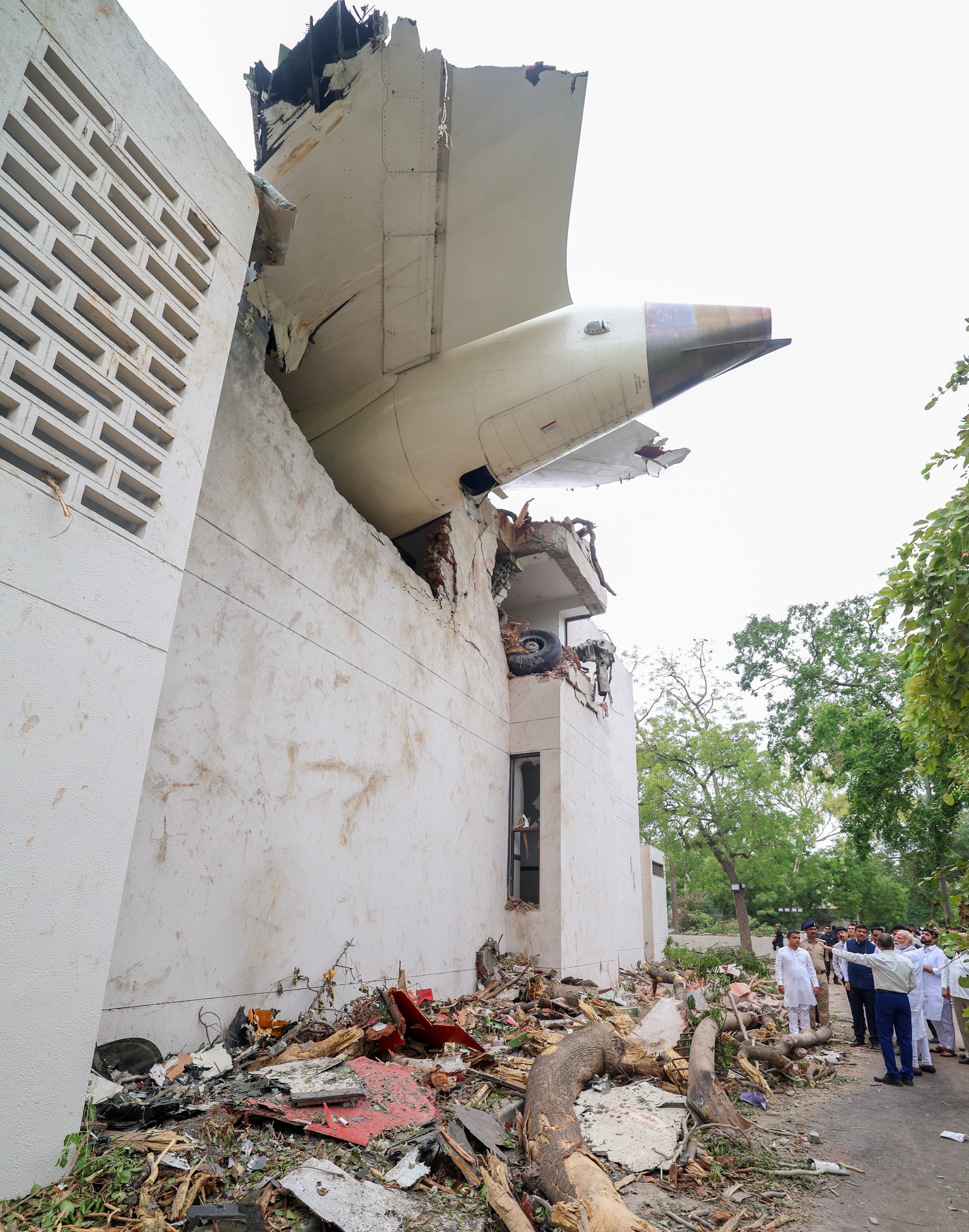
Bild från olycksplatsen.